# Cleistocactus clavispinus
Cleistocactus clavispinus  es una especie de plantas de la familia Cactaceae, endémica de Perú (valle de Nazca). Actualmente se considera un sinónimo de Loxanthocereus clavispinus.

## Descripción
Cactus arbustivo con tallos erguidos de hasta 1 m de altura y 10 cm de diámetro. Tiene entre 14 a 20 costillas con areolas contiguas, de 2 a 3 espinas centrales de 3 cm de largo y hasta 30 radiales de 1,5 cm. Las flores tubulares de color rojo tienen unos 8 cm de largo.

## Taxonomía
Cleistocactus clavispinus fue descrita por (Rauh & Backeb.) Ostolaza y publicado en Brit. Cact. Succ. J. 16(3): 133 (1998).
Etimología
Ver: Cleistocactus
clavispinus: epíteto latino
Sinonimia
- Loxanthocereus ferrugineus
- Loxanthocereus deserticola
- Loxanthocereus clavispinus[4]